# Абу Катада аль-Филистини
Абу Катада аль-Филистини (араб. أبو قتادة الفلسطيني‎, настоящее имя Омар ибн Махмуд ибн Усман (араб. عمر بن محمود بن عثمان‎) — иорданский алим, идеолог салафитского джихадизма. Родился в Вифлееме 1 января 1960 года. Персона нон грата в США, Бельгии, Германии, Италии, Испании, Франции и Алжире.

## Биография
В 1989 году поехал в Пешавар, где служил профессором шариатских наук.
Получил в Пешаварском университете степень магистра исламской юриспруденции после того, как стал её бакалавром в Иордании в 1984 году. По его словам, на тот момент связей с аль-Каидой ещё не имел, хотя сдружился с Абу Мухаммадом аль-Макдиси и под его влиянием стал лектором.
В 1991 году после войны в Заливе был выгнан из Кувейта, как и многие другие палестинцы, так как палестинская диаспора поддержала вторжение войск саддамовского Ирака.
В сентябре 1993 года въехал с женой и 5 детьми в Великобританию по поддельному паспорту ОАЭ и подал заявку на убежище, которое получил в июне 1994 года.
В 1994 стал главным редактором пропагандистского еженедельника Вооружённой исламской группы.
Получил разрешение на пребывание в стране до 30 июня 1998 года. 8 мая подал заявку на разрешение на бессрочное пребывание, исход которой был определён до его ареста 23 октября 2002 года по Anti-terrorism, Crime and Security Act 2001.
В 1999 году заочно осуждён в Иордании по обвинению в подготовке новогодних терактов в Иордании и приговорён к пожизненному заключению с каторгой + к 25 годам сверху в 2000.
В 2008 году Апелляционный суд Великобритании постановил, что доказательства для его осуждения в 1999 году добыты под пытками
В Великобритании многократно арестовывался, но обвинения ему не предъявляли. В мае 2012 года ЕСПЧ после начального запрета Британии его депортировать отказал Абу Катаде в разрешении на апелляцию решения о депортации в Иорданию.
12 ноября 2012 года Специальная комиссии по иммиграционным апелляциям поддержала апелляцию Абу Катады против депортации и выпустила под ограничительный залог. Судья заметил, что доказательства, представленные иорданцами, неубедительны (в общей сложности 12 судей разных британских судов признавали, что против него использовались пытки). Министр внутренних дел Великобритании Тереза Мэй заявила о том, что правительство обжалует решение.
7 июля 2013 депортирован в Иорданию после достижения соглашения между правительствами 2 стран, что любые доказательства, потенциально добытые под пытками, не будут использоваться в грядущем иорданском судебном процессе. Сам Катада воспользовался своим правом на повторные слушания, что иорданский закон даёт заочно осуждённым. В залоге ему отказали.
26 июня 2014 года подвергся повторному суду в Суде госбезопасности. Суд оправдал его по обвинения по терактам в 1998 году. До сентября 2014 года оставался в тюрьме по второму предполагаемому террористическому сговору по атаке западных и израильских целей при праздновании нового 2000 года, пока 24 сентября тоже не был оправдан из-за недостатка улик. Улики для осуждения по предыдущему делу по соглашению с Британией были отвергнуты, как потенциально добытые под пытками.
По заявлению Бориса Джонсона, содержание Абу Катады и его семьи, выплата пособий, к началу 2012 года обошлось налогоплательщикам минимум в полмиллиона £.

## Взгляды
Салафитский джихадист, противник Исламского государства (обвиняет его в хариджизме), сторонник Аль-Каиды. Верит в истинность кровавого навета и «Протоколов сионских мудрецов», а также в контроль евреев над миром и в спонсирование Октябрьской революции Ротшильдами. Издал в 1995 году фетву, разрешавшую убивать муртадов и членов их семей, и в 1997 году с разрешением убивать жён и детей сотрудников египетской полиции. В октябре 1999 года на проповеди призвал убивать американских граждан, евреев и их детей. Написал поэму в честь Усамы бен Ладена и терактов 11 сентября.